# Historia de Guadalajara (Jalisco)

Antiguo escudo de nueva galicia.

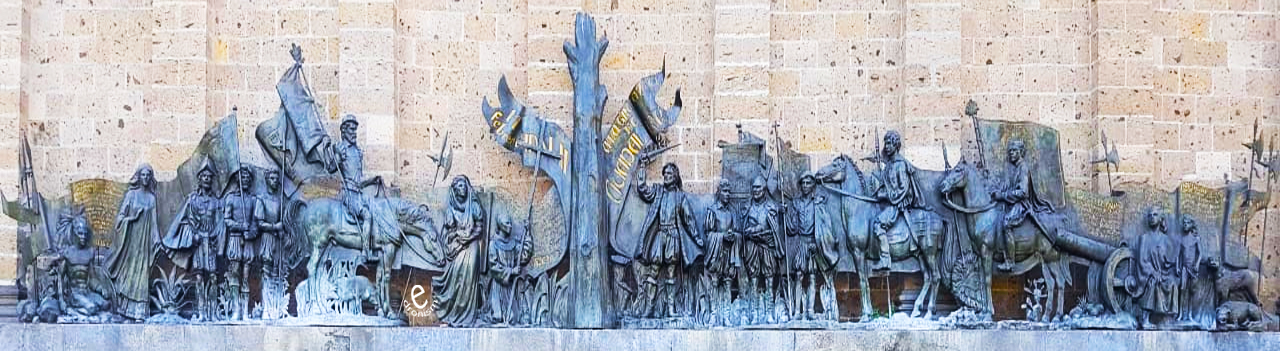
Fundación de Guadalajara. Bronce de Rafael Zamarripa donde se muestra a Cristóbal de Oñate acompañado de conquistadores, indios y frailes en la fundación.

Abarca un periodo de 483 años. Tras la victoria de Tonalá (acaecida el 25 de marzo de 1530), Nuño de Guzmán goza del tributo y homenaje de todas comunidades del valle de Atemajac, donde hoy se asienta la capital jalisciense. Inclusive, el conquistador aspira a ser nombrado por Carlos I de España como el primer marqués del Valle de Tonalá. Sin embargo, la ciudad tuvo cuatro asentamientos antes de establecerse su estancia en dicha capital, en un principio estuvo en Nochistlán en el paraje conocido como El Zapote, hoy llamado San Juan. La fundó Cristóbal de Oñate el 5 de enero de 1532, quien al efecto había sido comisionado por Nuño de Guzmán. Este deseaba contar con una ciudad que le sirviera para asegurar sus conquistas. La Villa de Guadalajara la fundaron 42 vecinos; el nombre de Guadalajara lo tomaron en recuerdo de la ciudad española homónima, cuna de Nuño de Guzmán. Poco duró la Villa en este sitio, con la anuencia de Guzmán, Juan de Oñate (hijo de Cristóbal de Oñate), Miguel de Ibarra y Sancho Ortiz, el 19 de mayo de 1533, proyectaron mudarla de lugar. Así, para el día 8 de agosto de 1533, Guadalajara se encontraba en su segundo asiento.
La nueva ciudad fue atacada el 28 de septiembre de 1535 por los aborígenes que habían participado en la Guerra del Mixtón. Oñate, entonces gobernador de la ciudad organizó una batalla contra los aborígenes de la que resultaron victoriosos los nuevos habitantes de Guadalajara. Pensaron entonces trasladarla al valle de Atemajac, por este valle corría el río San Juan de Dios y era un sitio más seguro para ser defendido de cualquier ataque de los naturales. Unos se trasladaron de Tlacotán a Tonalá y otros a Tetlán en donde el 9 de octubre de 1541 se pregonó el padrón de los nuevos vecinos. Oñate, el 5 de febrero de 1542, nombró a los integrantes del nuevo ayuntamiento que regiría los destinos de la nueva ciudad. Finalmente, el 14 de febrero de 1542 se fundó la ciudad de Guadalajara en el sitio donde actualmente se encuentra; asentándose, además de Oñate, 63 familias españolas (incluida por aquel entonces Portugal). Se instaló el primer ayuntamiento de la actual Guadalajara, presidido por el vizcaíno Miguel de Ibarra. Además, en agosto de 1542 llegaron a su destino las reales cédulas expedidas por el emperador Carlos I de España, en noviembre de 1539, en las cuales concedía a Guadalajara el título de ciudad y escudo de armas. Ese mismo mes se pregonaron ambas cédulas en la plaza mayor de la novel y definitiva Guadalajara.
Para la guerra de Independencia, Guadalajara desempeñó un papel importante, ya que fue en esta ciudad donde el cura Miguel Hidalgo y Costilla, declaró la abolición de la esclavitud. Fue también aquí donde publicó el periódico El Despertador Americano donde publicaba sus ideas. En las cercanías del lugar, en el puente de Calderón, tuvo lugar la batalla donde fueron vencidos los insurgentes. Guadalajara también fue testigo de la muerte del insurgente José Antonio “El Amo Torres”, quien ayudó a Hidalgo a tomar la ciudad. Al terminar la guerra de independencia, y con la proclamación de estado libre y soberano de Jalisco, Guadalajara se convirtió en la capital del estado.
El Porfiriato había terminado y estallaba la revolución mexicana. Para ese entonces Guadalajara reinaba la calma aparente (ya que el conflicto se concentraba en la capital). Después del conflicto cristero, la paz regresó a Guadalajara. Durante un largo periodo la ciudad floreció y que comenzó a crecer desde la colonia, nacían así los nuevos conceptos arquitectónicos que decorarían la ciudad con estilos desde los años 1920 hasta los años de 1980.
Asimismo, las secuelas del crac del 29 repercutieron mucho más de lo deseado. La década de 1940 fueron de tranquilidad social y política, y de crecimiento marcado en el comercio, la industria y la demografía. Guadalajara creció aceleradamente hasta ocupar un sitio como metrópolis mexicana industrial, turística y de servicios y como la segunda economía en México después de la Ciudad de México.
Durante las explosiones de Guadalajara de 1992 cientos de casas, avenidas, calles, empresas e infraestructura en la colonia Analco quedaron seriamente dañadas, "sin que a la fecha exista un claro deslinde de información y responsabilidades", en uno de los acontecimientos más trágicos en la historia de Guadalajara. Este suceso, aunado a la crisis económica mencionada, dio como resultado la pérdida del poder industrial de Guadalajara; la investigación de los hechos duró más de 11 años en los que no se encontraron pruebas suficientes para nombrar un responsable, las investigaciones ahora están cerradas atribuyendo los acontecimientos a un accidente.

## Fundación de Guadalajara
Madara para fundar una ciudad que consolidaría sus conquistas por el occidente de México y ayudaría resguardar contra la resistencia de los pueblos indígenas. El nombre de Guadalajara lo tomaron en recuerdo de Guadalajara, España, ciudad conquistada por los españoles. Antes de su asentamiento actual, Guadalajara tuvo otros tres asentamientos, actualmente conocidos como Nochistlán, Tonalá y Tlacotán (Ixtlahuacán del Río).
Nochistlán de Mejía
La original Villa de Guadalajara fue fundado por 42 vecinos el 5 de enero de 1532 en la Mesa del Cerro (a la orilla de Nochistlán en la provincia del Teúl), hoy conocida como San Juan. Sin embargo, duró poco la Villa en este sitio luego de sufrir ataques. Cristóbal de Oñate y Miguel de Ibarra y Sancho Ortiz decidieron mudar el asentamiento.

### Tonalá
Después de una deliberación con los vecinos y ante la negativa de Cristóbal de Oñate de establecerse en Tlacotán, deciden fundar la villa en Tonalá donde permanecieron durante dos años. Nuño de Guzmán recibió el título de Marqués del Valle de Tonalá y Atemajac.

### Tlacotán
La fundación en Tlacotlán ocurrió en 1535 pero en esta última colonización, los españoles llevaban una vida ardua debido a la carencia de alimentos en el área y la total falta de actividades económicas excepto del otro lado del barranco de donde se encontraban los colonizadores. Pero los españoles ya se negaban entrar más a territorios caxcanes, quienes estaban comandados por Tenamaxtli. Sin embargo, los indígenas pronto entraron en pleito con los españoles por esas tierras y así empezó la Guerra del Mixtón (llamada así por un peñón del mismo nombre).

## Fundación en el Valle de Atemajac
Finalmente los 63 sobrevivientes (13 andaluces, 16 castellanos, 6 extremeños, 9 montañeses, 8 portugueses y 11 vascos) entre los que se encontraban Juan Cristóbal de Oñate, Antonio de Mendoza, Miguel de Ibarra, hallaron un lugar seguro contra el ataque de los pobladores del lugar en el valle de Atemajac (en un sitio llamado Tetlán por los nativos). El 14 de febrero de 1542 fundaron Guadalajara por cuarta y definitiva vez.
En agosto llegaron a la villa el título de ciudad y el escudo de armas de México.

### Beatriz Hernández

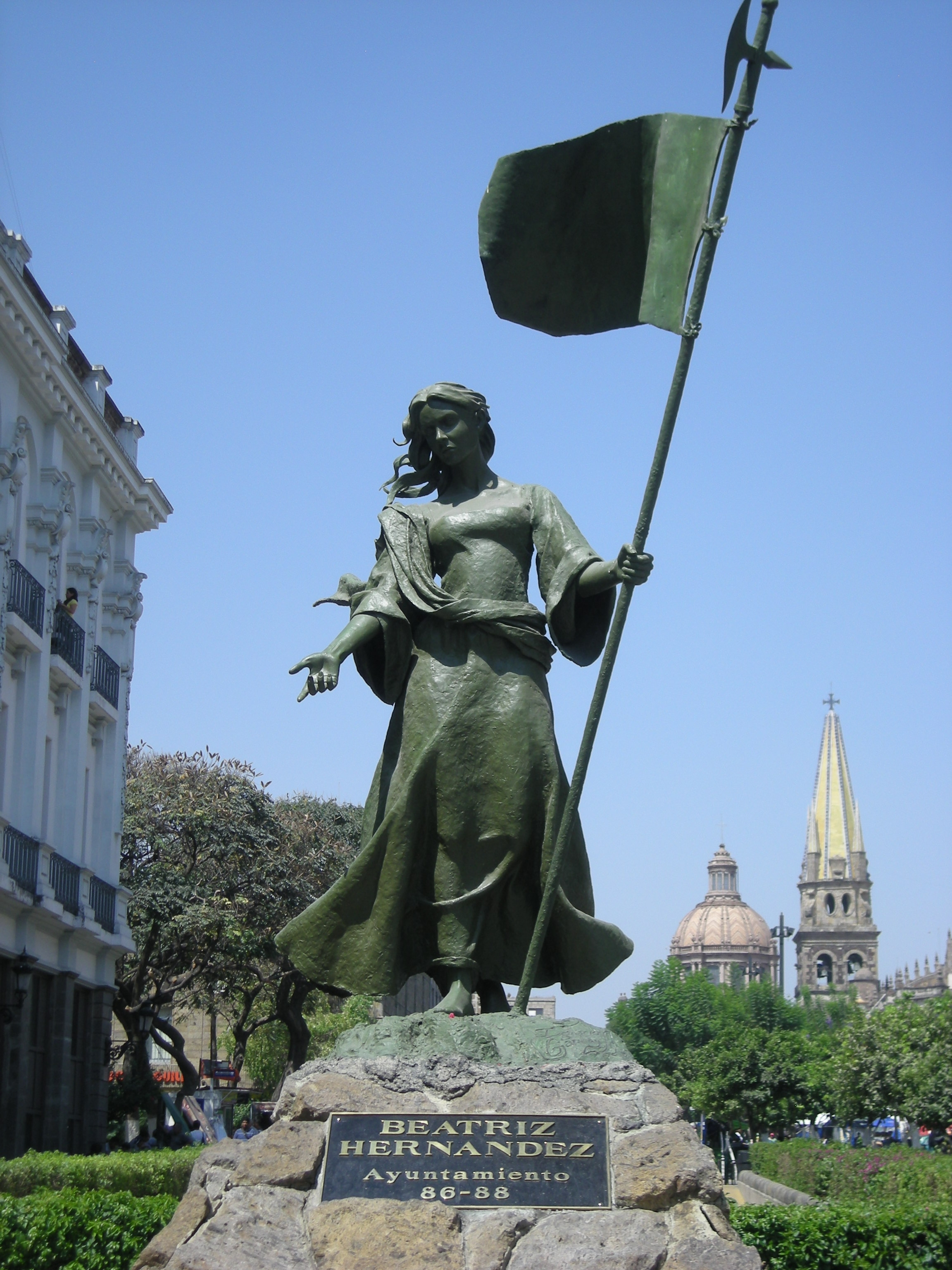
Estatua honrando a Beatriz Hernández, por el escultor Ignacio Garibay Anaya.

En la narración acerca de esta último intento para fundar Guadalajara se nombra a Beatriz Hernández, una de las mujeres que acompañaba a la expedición para colonizar el Valle de Atemajac. Cuando Mendoza y Oñate declararon la fundación de esta villa, los pobladores seguían temerosos por los tres intentos fallidos anteriores en que los indígenas cocas y caxcanes los habían expulsado. Pero en 1542 se asentaron definitivamente en el actual sitio del Valle de Atemajac sesenta y tres familias españolas, a instancias de Hernández, quien exhortó a la comunidad a no volverse a mudar y quedarse en este sitio.
Antonio de Mendoza había propuesto el sitio de la nueva villa, incluso Cristóbal de Oñate sacó su cuchillo y lo clavó en el tronco de un árbol que tenía frente a él (a espaldas del lugar que actualmente ocupa el Teatro Degollado, en el centro de la ciudad) y declaró fundada la ciudad de Guadalajara, en nombre del rey. Sin embargo, sus acompañantes dieron gritos de protesta, desconfiados por las experiencias vividas y temerosos de ataques por pueblos indígenas en el valle. El desacuerdo con respecto al sitio siguió hasta que Hernández gritó: «¡Gente, aquí nos quedamos, el rey es mi gallo y aquí nos quedamos por las buenas o por las malas!» Asimismo muchos fueron convencidos y mostraron su apoyo para asentar en el sitio indicado. En muchos aspectos, el área parecía desventajosa, pero lo plano y extenso de la llanura ofrecía mejores condiciones para evitar futuros ataques.
Dentro de pocos años, Guadalajara fue declarado la capital de Nueva Galicia en 10 de diciembre de 1560, comenzando a tener importancia fundamental como centro de actividades en el occidente del país, sirviendo de puente comercial entre Europa y Oriente.
En 1560 el papa Paulo III autorizó establecer en Guadalajara el obispado de la Nueva Galicia, y en ese mismo año la audiencia del reinado fue trasladada también para esa ciudad, que por la época abrigaba a unos 500 españoles, a otros tantos esclavos negros y unas 2200 familias indígenas esparcidas en un área de cinco km alrededor de los primeros cimientos de la Catedral.
Al principio, las actividades de sus habitantes fueron principalmente la cría de ganado y el cultivo de cereales, fruta y en menor escala la minería. Pronto toda la región resultó propicia para la ganadería y la agricultura. Se fundaron enormes haciendas que dieron fuerza a la naciente ciudad convirtiéndola en centro de abastecimiento y comercio de todo el Occidente de la Nueva España.

## El periodo colonial
En el mes de agosto de 1542, llegaron a su destino las reales cédulas expedidas por el emperador Carlos V y I de España, en noviembre de 1539, en las cuales concedía a Guadalajara el título de ciudad y escudo de armas. El 10 de agosto de 1542 se pregonaron ambas cédulas en la plaza mayor de la novel y definitiva Guadalajara, con los honores que tales mercedes requerían.
Por real cédula signada en Toledo el 10 de mayo de 1560, se dispuso que la Real audiencia de la Nueva Galicia, cajas y oficinas reales se cambiasen de Compostela a la atemajaquense Guadalajara. El 31 de agosto de 1560 se expidió real cédula y bula que autorizaron el traslado del Obispado de Compostela a Guadalajara.
La actual Guadalajara se formó del crecimiento y unión de tres núcleos primitivos de población: Mezquitán, Analco y Mexicaltzingo, que en 1667 se anexaron a la ciudad, fenómeno importante para la posterior consolidación del municipio. Por mandato real de fecha 18 de noviembre de 1791, se dispuso la fundación de la Universidad de Guadalajara en la ciudad del mismo nombre, capital del Nuevo Reino de Galicia. La inauguración de este centro cultural fue el 3 de noviembre de 1792, teniendo como sede el excolegio de Santo Tomás.
En 1793 se instaló en esta ciudad la primera imprenta de la región, el 4 de diciembre de 1786, el rey Carlos III expidió la ley que establecía el sistema administrativo de intendencia en Nueva España, titulada “Real Ordenanza para el Establecimiento e Instrucción de Intendentes de Ejército y Provincia en el Reino de Nueva España” Con base en este ordenamiento legal el antiguo Reino o Provincia de Nueva Galicia quedó mutilado y a partir de entonces fue conocido bajo el nombre de Intendencia de Guadalajara, teniendo como capital a la ciudad de su título. Este nuevo sistema político-administrativo perduró hasta las primeras décadas del siglo XIX.

## La Guerra de Independencia
Para la guerra de Independencia, Guadalajara desempeñó un papel importante, ya que fue en esta ciudad donde el cura Miguel Hidalgo , declaró la abolición de la esclavitud . Fue también aquí donde publicó el famoso periódico El Despertador Americano donde publicaba sus ideas. En las cercanías del lugar, en el puente de Calderón, tuvo lugar la batalla donde fueron vencidos los insurgentes. Guadalajara también fue testigo de la muerte de un insurgente, de José Antonio El Amo Torres, quien ayudó a Hidalgo.
Toma de Guadalajara (1810)
Rebelión de Guadalajara de 1823
Levantamiento en Guadalajara de 1824

## Desde la independencia a la revolución
Ya siendo capital del estado de Jalisco, Guadalajara siguió con su estatus de Ciudad, y al igual que años anteriores fue aumentando su importancia dentro de la región occidental, también como otras ciudades, sufrió con las guerras que siguieron en el México independiente, la Guerra de Reforma y la intervención francesa. En ambas, Guadalajara tuvo un papel importante, en la Guerra de Reforma, Benito Juárez trasladó el gobierno federal a Guadalajara.
Toma de Guadalajara de 1858
Es en esta ciudad, específicamente en el Palacio de Gobierno actual, en que se lleva a cabo el momento histórico que tal vez hubiera cambiado la historia, en la cual Guillermo Prieto defiende a Juárez de un grupo de soldados conservadores dispuestos a matarlo, con la frase: «Levanten las armas, los valientes no asesinan, los valientes no matan a mansalva». Prieto evita la muerte de Juárez y con ella el fin de los liberales.
Toma de Guadalajara (1864)
En la intervención francesa, Guadalajara encabezó un rechazo a esta invasión, ya que al llegar el ejército francés a la ciudad se instaló ahí. Pedro Ogazón, gobernador de Jalisco, encabeza desde Guadalajara una idea rebelde ante este suceso hasta su final.

## Porfiriato
Con el gobierno de Porfirio Díaz, la ciudad pudo contar con líneas de ferrocarril que le comunicaban con Nogales, Manzanillo y la capital, México, además de que el famoso kiosco que la ciudad posee, fue un regalo polémico de Díaz a la ciudad. Después del régimen, la revolución estalló, la aparente calma reinó en la ciudad, ya que todo el conflicto se dirigió hacia la capital.

## Desde 1911
Después de la Revolución mexicana, la calma volvió a reinar en Guadalajara y con ella el progreso y crecimiento se hicieron cotidianos con el pasar de los días, varios sucesos importantes tomaron parte en la historia de la ciudad, entre ellos: i) en 1942 con el cuarto centenario de la ciudad, ii) en 1957 con la creación de su zona industrial y comercial, y iii) en 1964 cuando nació el habitante un millón en la ciudad, suceso de vital importancia.
Durante cada periodo gubernamental, la ciudad pasó por planes estructurales con los que nacieron nuevas zonas y núcleos comerciales y con los que empresas transnacionales e industrias internacionales llegaron a la ciudad. La ciudad comenzó a expandirse hasta encontrar la unión territorial con el municipio de Zapopan. Entre los desarrollos creados durante este periodo se cuentan la Expo Guadalajara, el tren ligero, la expansión de calles y avenidas. Surgieron en la ciudad el primer centro comercial en Latinoamérica, el primer sistema de tren eléctrico urbano en América Latina, y la primera universidad autónoma en México.
Hacia el año 1970, ocurre una crisis estudiantil dentro de la Universidad de Guadalajara. La Federación de Estudiantes de Guadalajara (FEG), que hasta entonces había controlado al sector universitario, entra en conflicto con una naciente organización el Frente Estudiantil Revolucionario (FER). Un punto crítico de esa confrontación sucede el 29 de septiembre de ese mismo año de 1970: en la escuela politécnica de la U de G, se enfrentan grupos de estudiantes de la FEG y del FER resultando tres personas muertas, entre ellas Fernando Medina Lúa, presidente de la FEG. Luego de ese enfrentamiento, el presidente de la república, Luis Echeverría Álvarez daría su respaldo a la FEG, enviando al FER a la clandestinidad. Vienen después tres años de asesinatos, golpizas y encarcelamientos entre ambos grupos. Así, el año de 1973, el FER ante la presión del Estado mexicano por vía de la FEG y el aparato policíaco, decide irse a la lucha armada: ya no era la FEG el enemigo a destruir, sino, el Estado mexicano. 
Ese años de 1973 surgen en Guadalajara tres grupos guerrilleros: La Liga de la justicia, las Fuerzas Revolucionarias Armadas del Pueblo, y la Unión del Pueblo, comandada esta última por Héctor Eladio Hernández Castillo. La lucha entre los grupos armados se extendería hasta el año de 1978. En ese ínterin, lo común en la ciudad de Guadalajara será la violencia política, de la cual es destacable el encono con que el Estado mexicano persiguió a los militantes de los grupos armados. Hasta el momento hay un número no determinado de "desaparecidos" entre militantes o familiares de los grupos guerrilleros. En septiembre de 1978, Portillo decreta la "Amnistía" en favor de los grupos alzados, y con ello ocurre una destención en la lucha.
Algunos analistas críticos de la amnistía del gobierno de López Portillo, señalan que ésta llegó en un momento en que el Estado autoritario mexicano, se pudo dar el lujo de amnistiar, en el entendido de que ya tenía controlada la situación de los insurrectos mediante la amenaza y la violencia de Estado.
Guadalajara también tomó parte en los mundiales de 1970 y 1986 y en la Cumbre Iberoamericana los días 18 y 19 de julio de 1991. 

### Desarrollo

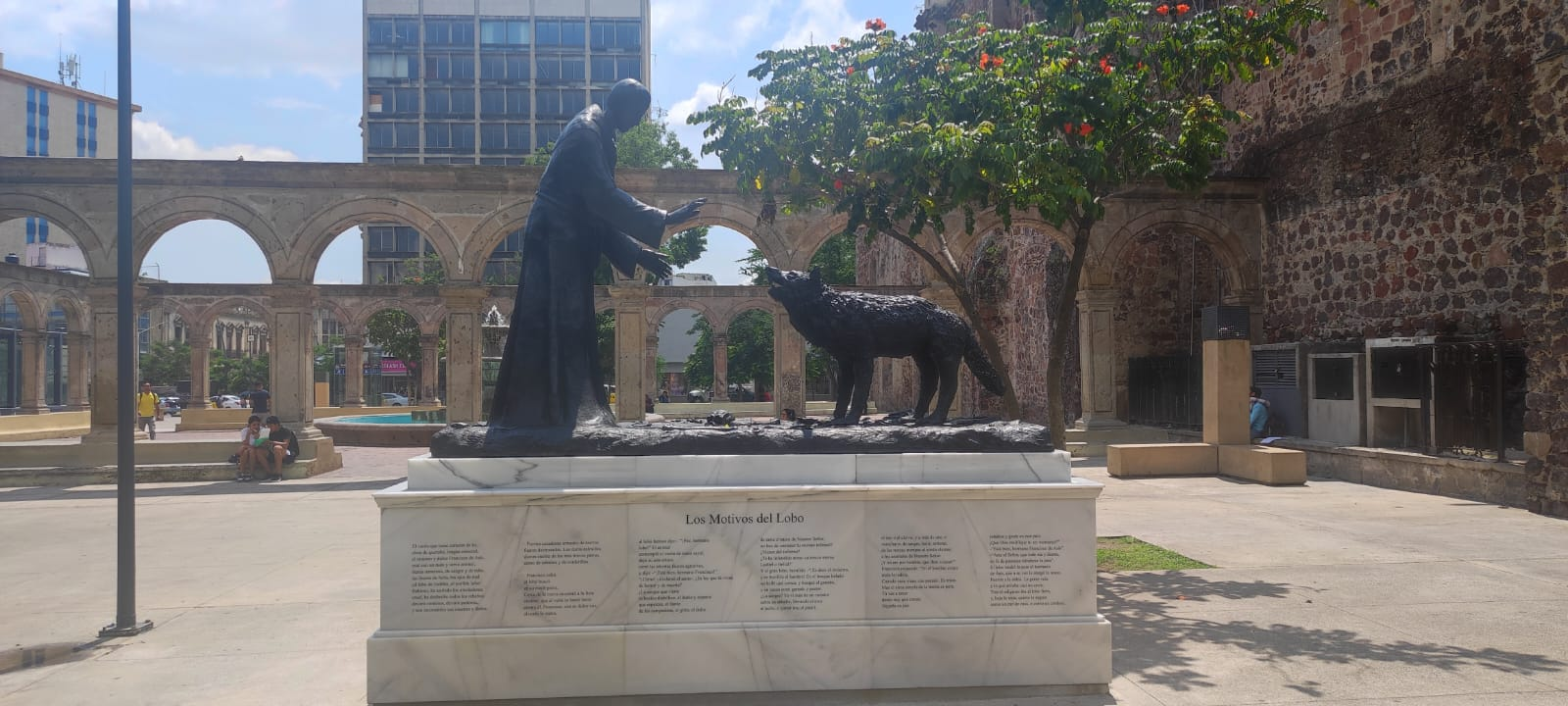
El monumento los motivos del lobo

Hoy en día esta ciudad es una de las más importantes en el país y en Latinoamérica, ya que cuenta con la presencia de grandes empresas y grandes bases comerciales. Cabe destacar la importancia cultural y económica que ejerce en México. Actualmente con 4 millones de habitantes junto con Zapopan, Tonalá, Tlaquepaque, Tlajomulco de Zúñiga y El Salto, Guadalajara es la segunda ciudad del país en población. La importancia de la ciudad es grande, por su generación de empleos, alto nivel de capital humano y atracción de grandes empresas como Siemens, Kodak y Coca-Cola, así como una creciente cantidad de industrias tecnológicas y electrónicas como Intel, Motorola, IBM, Toshiba o Hewlett-Packard. 
El punto geográfico donde se encuentra la hace muy apreciable y estratégica. Su infraestructura de comunicaciones es una de las más modernas y funcionales en el país, Guadalajara es un centro urbano importante lo que atrae inversionistas y comercio de todo el mundo, cuenta con diversos centros de comercio de primer nivel. En 1987 se inauguró Expo Guadalajara. Guadalajara cuenta con una de las mejores infraestructuras hoteleras del país con más de 25.000 habitaciones en la ciudad. En el ámbito educativo Guadalajara cuenta con importantes centros de enseñanza con prestigio nacional y mundial, tales como la Universidad Marista de Guadalajara, la Universidad de Guadalajara , la Universidad del Valle de Atemajac UNIVA, la Universidad Panamericana, el Instituto Tecnológico y de Estudios Superiores de Occidente ITESO, la Universidad Autónoma de Guadalajara (U.A.G.), y el Instituto Tecnológico y de Estudios Superiores de Monterrey ITESM, Campus Guadalajara, entre otras.
El Área metropolitana de Guadalajara cuenta con varios centros comerciales con infraestructura de vanguardia donde se dan cita las mejores marcas internacionales de una amplia gama de productos. Por ello, es un paraíso de las compras para los habitantes de la región occidente del país; la ciudad es líder a nivel nacional en crecimiento e inversión en centros comerciales, gracias a la cultura que se tiene en ellos, además de su gran auge e influencia que ha tenido en la población tapatía. Actualmente cuenta con varios de los mejores centros comerciales del país y uno de los más grandes en América Latina (Galerías Guadalajara 360). En una de las zonas residenciales de mayor desarrollo en el país, esta el centro comercial Andares el cual está destinado a ser el más exclusivo en Latinoamérica.
Su riqueza cultural la ha llevado a ser un importante punto de mira en el sector turístico; la ciudad genera varios de los principales eventos culturales del país, y es una escala usual para el turista que visita México.  Guadalajara es albergue de un gran círculo de artistas y consumidores de arte y cultura.
La ciudad fue también la sede de los Juegos Panamericanos del 2011. Para ello ha creado y mejorado instalaciones deportivas, centros de reacreación e infraestructura vial, como el Puente Matute Remus (Puente Atirantado) y Puente Álamo, como parte del programa "Pásalo Mejor" del gobierno de Jalisco.

### Paseo Fray Antonio Alcalde
El Paseo Fray Antonio Alcalde, conocido comúnmente como Paseo Alcalde, es un corredor peatonal ubicado en el municipio de Guadalajara, Jalisco, México. Su construcción inició en el año 2017, como parte de un proyecto de rehabilitación urbana destinado a transformar la antigua Avenida Alcalde en una zona de prioridad peatonal. El Paseo tiene una longitud de 2.5 kilómetros y se extiende desde la Glorieta de La Normal hasta la escultura El Palomar, en la calle Leandro Valle. Atraviesa el centro histórico de Guadalajara y permite el acceso a pie a sitios emblemáticos como la Catedral Metropolitana. El diseño del Paseo se basa en el concepto de calle compartida, es decir, un espacio al mismo nivel donde conviven peatones, ciclistas y tránsito local. A lo largo del corredor se instalaron más de 2,300 árboles nuevos, mobiliario urbano, esculturas, áreas verdes, y zonas recreativas como tableros de ajedrez y damas chinas. Se modernizaron las instalaciones eléctricas (de baja y media tensión), hidráulicas, pluviales, sanitarias y telecomunicaciones, todas de forma subterránea. Además, se construyeron espacios de descanso con bancas, y se habilitó una zona comercial con cafeterías, restaurantes y tiendas.
El Paseo está diseñado como un lugar de convivencia social, donde transitan familias, ciclistas, peatones, jóvenes en patines y adultos mayores. Se estima que, antes de su remodelación, la vialidad era utilizada por más de 100,000 vehículos diarios; el proyecto tuvo como objetivo reducir esa cifra a 5,000 vehículos por día.